# خط اوداکیو تاما
خط اوداکیو تاما (به ژاپنی: (小田急多摩線, Odakyū Tama-sen) یک خط‌آهن خصوصی وابسته به شرکت راه‌آهن اوداکیو است.